# Política de Manchukuo

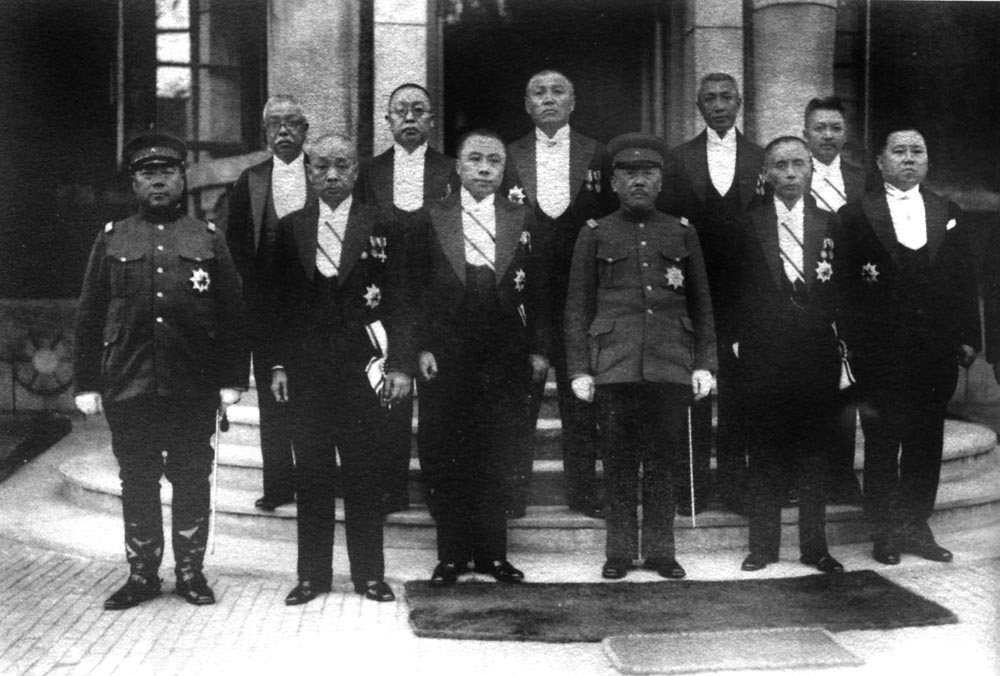
Políticos de Manchukuo: primera fila, de izquierda a derecha: Yu Zhishan (于芷山), Ministro de Asuntos Militares; Xie Jieshi (谢介石), embajador en Japón; Xi Qia, jefe de la Agencia del Hogar Imperial; Zhang Jinghui, Primer Ministro; Zang Shiyi, Presidente del Senado; Lü Ronghuan (吕荣寰), Ministro de Asuntos Civiles; Ding Jianxiu (丁鉴修), Ministro de Industria.

Manchukuo fue un estado títere establecido por el Imperio del Japón en Manchuria que existió desde 1931 hasta 1945. El régimen de Manchukuo se estableció cuatro meses después de la retirada japonesa de Shanghái con Puyi como el jefe de Estado nominal pero impotente para agregar cierta apariencia de legitimidad, ya que fue un ex-emperador y era de etnia manchú.

## Gobierno
Manchukuo fue proclamado como una monarquía el 1 de marzo de 1934, y el ex-emperador Puyi, de la dinastía Qing, asumió el trono de Manchukuo bajo el nombre de reinado del Emperador Kang-de. Un rescripto imperial emitido el mismo día promulgó la ley orgánica del nuevo estado, estableciendo un Consejo Privado, un Consejo Legislativo y el Consejo de Estado de Asuntos Generales para "asesorar y ayudar al emperador en el desempeño de sus funciones". El Consejo Privado era un organismo de designación formado por los amigos y confidentes más cercanos de Puyi, y el Consejo Legislativo era en gran medida un organismo honorario sin autoridad. Por tanto, el Consejo de Estado era el centro del poder político en Manchukuo.

## Partidos y movimientos políticos
Durante su administración, el Emperador Kang-de, en una entrevista con periodistas extranjeros, mencionó su interés en formar un partido político con doctrinas confucianas. El establecimiento "nativo" japonés, sin embargo, organizó algunos partidos de derecha y nacionalistas, en una mezcla de militarismo-socialismo. Tales movimientos, que tenían carácter oficial, eran:
- Asociación Concordia (Partido político patrocinado por el Estado)
- Comité Administrativo del Noreste (Partido nacionalista local de Manchukuo)
- Organización Fascista Rusa (La asociación fascista Rusia Blanca en Manchukuo)
- Partido Fascista Rusia Blanca (Más tarde Partido Fascista Ruso; partido anticomunista ruso blanco en Manchukuo, utilizó la esvástica como símbolo, guiado por un "Duce" fascista ruso)
- Oficina de Emigrantes Rusos en Manchuria (BREM) dirigida por el General Vladimir Kislitsin
- Partido Monárquico (Un partido monárquico zarista ruso blanco con aprobación japonesa)
- Movimiento Sionista Judío Betarim (Movimiento por los derechos judíos en Manchukuo)
- Consejo Judío del Extremo Oriente (Consejo judío sionista en Harbin, Manchukuo dirigido por el Dr. Abraham Kaufman, con apoyo del ejército japonés)

## Personas notables

### Corte Imperial Manchú

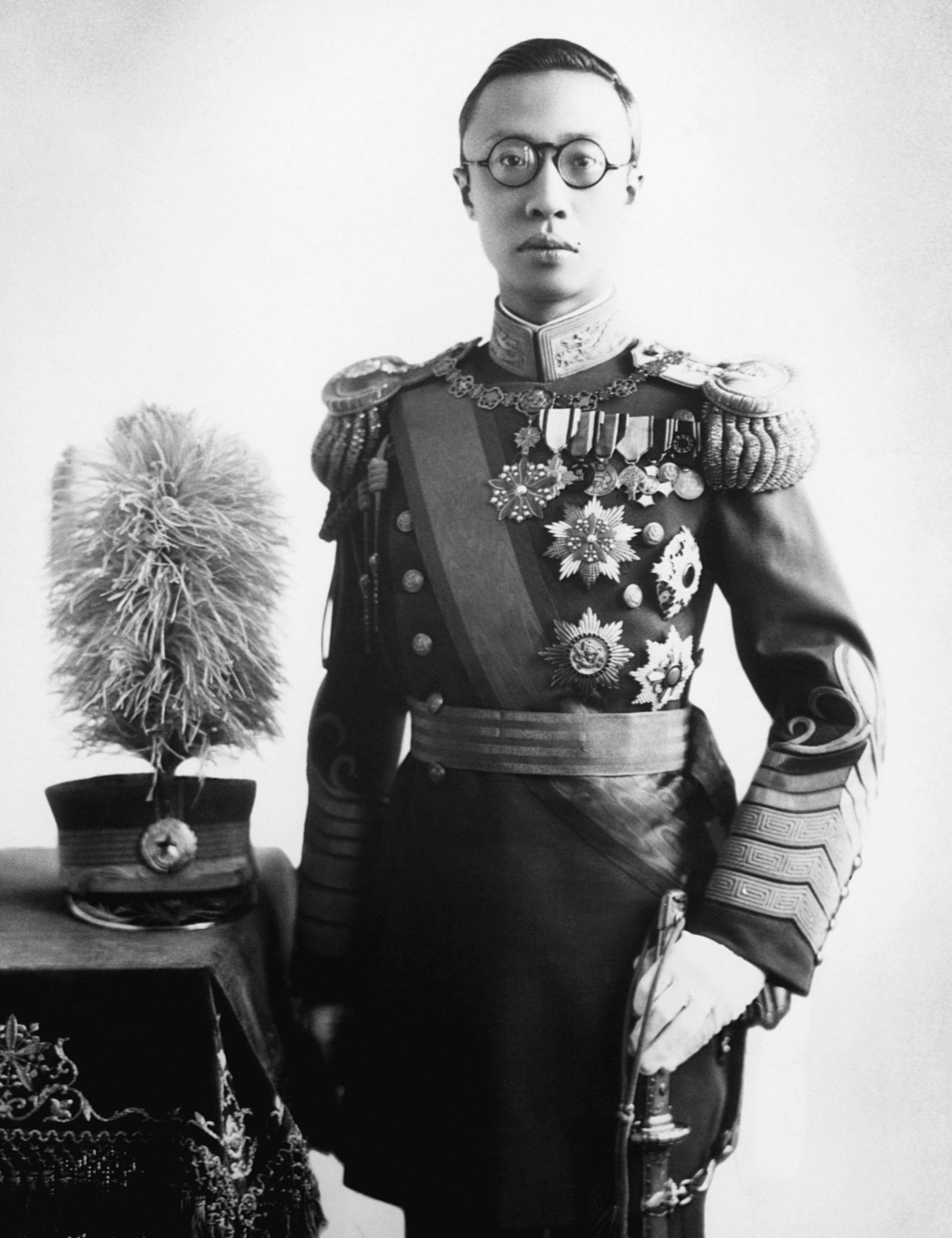
Puyi como Emperador de Manchukuo.

- Puyi como Emperador de Manchukuo.Aisin Gioro Puyi (Emperador Kang-de y Jefe de Estado)
- Elizabeth Wan Rong (Emperatriz y primera esposa del Emperador Kang-de)
- Príncipe Aisin Gioro Pujie (hermano de Puyi, posible heredero al Trono de Manchukuo)
- Príncipe Aisin Gioro Puren (hermano de Puyi)
- Príncipe Aisin Gioro Yuyan (sobrino de Puyi)
- Hiro Saga (cuñada japonesa del Emperador Kang-de)
- Wen Xiu (primera concubina del Emperador)
- Tan Yuling (segunda esposa del Emperador Kang-de)
- Li Yuqin (cuarta esposa del Emperador Kang-de)
- Princesa Aisin Gioro Huisheng (hija de Pu-Chieh y Hiro Saga)
- Princesa Aisin Gioro Xianyu (pariente lejana)

### Otro (locales)
- Zheng Xiaoxu, Primer Ministro
- Zhang Jinghui, próximo Primer Ministro hasta 1945
- Xi Xia (Xi Qia), Ministro del gabinete
- Ma Zhanshan, exseñor de la guerra y ministro del gabinete
- Xie Jishi, ministro deL gabinete
- Zang Shiyi, ministro del gabinete
- Zhang Yangqing, ministro del gabinete
- Yu Zhishan, ministro del gabinete
- Yuan Jinkai, ministro del gabinete
- Lü Ronghuan, ministro del gabinete
- Ding Jianxiu, ministro del gabinete
- Li Shaogeng, ministro del gabinete
- Ruan Zhenduo, ministro del gabinete
- Ling Sheng, ministro del gabinete
- Sun Qichang, ministro del gabinete
- Bao Guancheng, primer embajador de Manchukuo en Tokio[2]
- Yuan Cheng-Tse, embajador de Manchukuo en Tokio
- Li Shao-Keng, embajador de Manchukuo en Tokio
- General Tinge, diplomático de Manchukuo en Tokio
- Lu Yiwen, embajador de Manchukuo en Berlín

### Ejército de Kwantung
Artículo principal: Ejército de Kwantung

#### Comandantes
| n.º |  | Comandante                                   | Toma de posesión        | Abandono del cargo      | Tiempo de servicio |
| --- |  | -------------------------------------------- | ----------------------- | ----------------------- | ------------------ |
| 1   |  | General Shigeru Honjō (1876–1945)            | 1 de agosto de 1932     | 8 de agosto de 1932     | 1 año y 7 días     |
| 2   |  | Mariscal de Campo Nobuyoshi Mutō (1868–1933) | 8 de agosto de 1932     | 27 de julio de 1933     | 353 días           |
| 3   |  | General Takashi Hishikari (1871–1952)        | 27 de julio de 1933     | 10 de diciembre de 1934 | 1 año y 134 días   |
| 4   |  | General Jirō Minami (1874–1955)              | 10 de diciembre de 1934 | 6 de marzo de 1936      | 1 año y 87 días    |
| 5   |  | General Kenkichi Ueda (1875–1962)            | 6 de marzo de 1936      | 7 de septiembre de 1939 | 3 años y 185 días  |
| 6   |  | General Yoshijirō Umezu (1882–1949)          | 7 de septiembre de 1939 | 18 de julio de 1944     | 4 años y 315 días  |
| 7   |  | General Otozō Yamada (1881–1965)             | 18 de julio de 1944     | 11 de agosto de 1945    | 1 año y 24 días    |

#### Jefes de Estado Mayor
- Koji Miyake (10 de agosto de 1928 - 8 de agosto de 1932)
- Kuniaki Koiso (8 de agosto de 1932-5 de marzo de 1934)
- Juzo Nishio (5 de marzo de 1934-23 de marzo de 1936)
- Seishirō Itagaki (23 de marzo de 1936-1 de marzo de 1937)
- Hideki Tōjō (1 de marzo de 1937-30 de mayo de 1938)
- Rensuke Isogai (18 de junio de 1938 - 7 de septiembre de 1939)
- Jo Iimura (7 de septiembre de 1939 - 22 de octubre de 1940)
- Heitarō Kimura (22 de octubre de 1940-10 de abril de 1941)
- Teiichi Yoshimoto (10 de abril de 1941-1 de agosto de 1942)
- Yukio Kasahara (1 de agosto de 1942 - 7 de abril de 1945)
- Hikosaburo Hata (7 de abril de 1945-11 de agosto de 1945)

#### Otros (japoneses)
- Chu Kudo, chambelán, ayudante de campo del emperador Puyi
- Yoshioka Yasunori, oficial de estado mayor del ejército y agregado de la Casa Imperial en Manchukuo
- Kenjiro Hayashide, biógrafo oficial del emperador de Kangde y autor de "Epochal Journey to Japan"
- Chiune Sugihara, Viceministra de Relaciones Exteriores
- Hoshino Naoki, Viceministro de Finanzas
- Kenji Doihara, jefe de espías y comandante militar japonés
- Norihiro Yasue, Oficial del ejército, autor del Plan Fugu
- Koreshige Inuzuka, Oficial de la Armada, coautor del Plan Fugu
- Masahiko Amakasu, Viceministro de Asuntos Civiles y director de la Asociación de Cine de Manchukuo
- Yoshisuke Aikawa, destacado industrial
- Tatsunosuke Takasaki, destacado empresario
- Toranosuke Hashimoto, sacerdote principal sintoísta del estado
- Yanagida Genzo, Comandante del Mando de Defensa de Kwantung
- Takashi Hishikari, embajador del Ejército de Kwantung en Manchukuo.
- Kimio Miyagawa, Cónsul general de Japón en Harbin
- Funao Miyakawa, Consejero general japonés en Vladivostok y luego en Harbin
- Príncipe Fumitaka Konoe, Teniente Mayor del ejército, hijo y secretario personal del Príncipe Fumimaro Konoe
- Shun Akifusa, Jefe de la misión militar en Harbin y asesor político de los grupos políticos rusos blancos en la misma ciudad
- Genzo Yanagita, jefe de la misión militar japonesa en Harbin
- Kenji Ishikawa, jefe de un grupo de sabotaje de esa misión.
- Yutaka Takeoka, Oficial de inteligencia y jefe de la misión militar Dairen
- Saburo Asada, jefe del segundo departamento (Inteligencia) del estado mayor del Ejército de Kwantung
- Tamaki Kumazaki, subjefe de inteligencia del Ejército de Kwantung
- Hiroki Nohara, subjefe de inteligencia del Ejército de Kwantung
- Yoshio Itagaki, subjefe de inteligencia del Ejército de Kwantung e hijo de Seishiro Itagaki, Ministro de Guerra de 1938 a 1939

### Otros
- Genrikh Lyushkov, ex-desertor del NKVD del Extremo Oriente soviético, asesor del Ejército de Kwantung
- Konstantin Vladimirovich Rodzaevsky, líder anticomunista ruso blanco
- El General Kislitsin, otro jefe anticomunista ruso blanco
- Abraham Kaufman, fundador del Consejo Judío del Lejano Oriente y del Movimiento Sionista Judío Betarim
- Trebitsch Lincoln, colaborador húngaro projaponés
- August Ponschab, cónsul alemán en Harbin, Manchuria
- Auguste Ernest Pierre Gaspais, representante del Vaticano en Harbin, Manchuria
- Charles Lemaire, oficial diplomático del Vaticano en Harbin, Manchuria
- Lian Yu, embajador del Gobierno Nacionalista de Nankín patrocinado por Japón
- Mariano Amoedo Galarmendi, encargado de negocios español hasta 1939
- Fernando Valdés Ibargüen, conde de Torata, ministro español de 1941 a 1942
- José González de Gregorio y Arribas, encargado de negocios español de 1942 a 1943, agregado comercial desde 1940